# Heinz Wahl

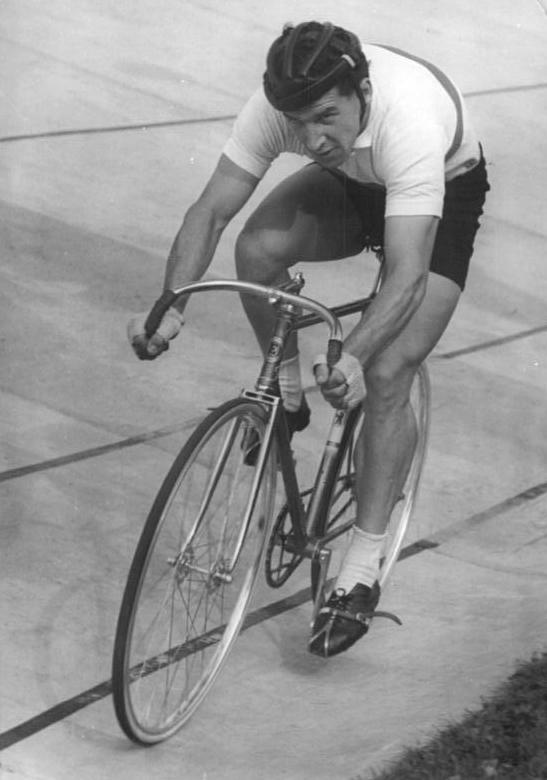
Heinz Wahl (1956)

Karl-Heinz Wahl (* ca. 1929; † Januar 2003 in Berlin) war ein deutscher Radrennfahrer aus der DDR.

## Sportliche Laufbahn
1953 wurde Heinz Wahl (Spitzname: Potte) Dritter in der Mannschaftsverfolgung bei den DDR-Meisterschaften im Bahnradsport, gemeinsam mit Fritz Jährling, Ronald Maraun und Werner Malitz, die alle für die BSG Einheit Berliner Bär starteten. Im Jahr darauf wurde er DDR-Meister im 1000-Meter-Zeitfahren, 1955 gemeinsam mit Malitz Meister im Tandemrennen. Wahl siegte 1955 zum Saisonauftakt im Rennen Berlin–Bad Freienwalde–Berlin. 1956 gewann er die Internationale Omnium-Meisterschaft von Berlin auf der Radrennbahn der Werner-Seelenbinder-Halle mit Jürgen Simon als Partner.
1957 entschied er das Straßenrennen Berlin–Angermünde–Berlin für sich und wurde auf der Radrennbahn Fredersdorf mit Hans Wagner DDR-Meister im Zweier-Mannschaftsfahren. Bei den UCI-Bahn-Weltmeisterschaften 1958 in Paris wurde er Vize-Weltmeister der Steher, nachdem er in dieser Disziplin im selben Jahr auch DDR-Meister geworden war. 1959 gewann er die Internationale Stehermeisterschaft von Berlin auf der Radrennbahn der Werner-Seelenbinder-Halle. 1959 gewann er den Großen Preis der Stadt Leipzig im Steherrennen. 1961 belegte er bei der DDR-Steher-Meisterschaft nochmals Rang zwei.